# Léaz
Léaz település Franciaországban, Ain megyében. Lakosainak száma 887 fő (2022. január 1.). Léaz Collonges, Chevrier, Clarafond-Arcine, Éloise és Valserhône községekkel határos.

## Népesség
A település népessége az elmúlt években az alábbi módon változott:
| Lakosok száma | 405  | 482  | 461  | 502  | 650  | 700  | 739  | 778  | 796  | 887  |
|               | 1968 | 1982 | 1990 | 2006 | 2013 | 2015 | 2017 | 2019 | 2020 | 2022 |